# Élections municipales de 2026 en Meurthe-et-Moselle
Pour un article plus général, voir Élections municipales françaises de 2026.
Les élections municipales en Meurthe-et-Moselle sont prévues en mars 2026. Cette page ne traite que les communes de 3 000 habitants et plus en Meurthe-et-Moselle.

## Résultats à l'échelle du département

### Maires sortants et maires élus
| Commune                   | Population (en 2022) | Maire sortant(e)    | Parti | Parti | Maire élu(e) | Parti | Parti |
| ------------------------- | -------------------- | ------------------- | ----- | ----- | ------------ | ----- | ----- |
| Baccarat                  | 4 107                | Christian Gex       |       | SE    |              |       |       |
| Blainville-sur-l'Eau      | 3 885                | Olivier Martet      |       | SE    |              |       |       |
| Blénod-lès-Pont-à-Mousson | 4 649                | Bernard Bertelle    |       | PCF   |              |       |       |
| Bouxières-aux-Dames       | 4 122                | Denis Machado       |       | SE    |              |       |       |
| Champigneulles            | 6 588                | Valentin Dethou     |       | LR    |              |       |       |
| Custines                  | 3 095                | Pierre Julien       |       | SE    |              |       |       |
| Damelevières              | 3 094                | Christophe Sonrel   |       | PCF   |              |       |       |
| Dieulouard                | 4 603                | Henri Poirson       |       | DVD   |              |       |       |
| Dombasle-sur-Meurthe      | 9 528                | David Fischer       |       | SE    |              |       |       |
| Écrouves                  | 4 457                | Roger Sillaire      |       | DVG   |              |       |       |
| Essey-lès-Nancy           | 8 733                | Michel Breuille     |       | DVG   |              |       |       |
| Frouard                   | 6 480                | Pascal Bartosik     |       | PS    |              |       |       |
| Haucourt-Moulaine         | 3 483                | Alain Lombardi      |       | SE    |              |       |       |
| Heillecourt               | 5 396                | Didier Sartelet     |       | DVD   |              |       |       |
| Herserange                | 4 176                | Gérard Didelot      |       | DVD   |              |       |       |
| Homécourt                 | 6 250                | Jean Toniolo        |       | DVG   |              |       |       |
| Hussigny-Godbrange        | 3 921                | Laurent Caramelle   |       | DVG   |              |       |       |
| Jarny                     | 8 090                | Olivier Tritz       |       | PCF   |              |       |       |
| Jarville-la-Malgrange     | 9 362                | Vincent Matheron    |       | RE    |              |       |       |
| Jœuf                      | 6 509                | André Corzani       |       | LFI   |              |       |       |
| Laneuveville-devant-Nancy | 6 595                | Éric Da Cunha       |       | SE    |              |       |       |
| Laxou                     | 15 126               | Laurent Garcia      |       | MoDem |              |       |       |
| Lexy                      | 3 902                | Gérard Allieri      |       | DVD   |              |       |       |
| Liverdun                  | 5 656                | Sébastien Dosé      |       | DVG   |              |       |       |
| Longuyon                  | 5 141                | Jean-Pierre Jacque  |       | SE    |              |       |       |
| Longwy                    | 15 492               | Vincent Hamen       |       | DVG   |              |       |       |
| Ludres                    | 5 899                | Pierre Boileau      |       | DVD   |              |       |       |
| Lunéville                 | 17 920               | Catherine Paillard  |       | LR    |              |       |       |
| Malzéville                | 7 818                | Bertrand Kling      |       | DVG   |              |       |       |
| Maxéville                 | 10 014               | Christophe Choserot |       | RE    |              |       |       |
| Mont-Saint-Martin         | 9 282                | Serge De Carli      |       | PCF   |              |       |       |
| Nancy                     | 104 387              | Mathieu Klein       |       | PS    |              |       |       |
| Neuves-Maisons            | 6 572                | Pascal Schneider    |       | PS    |              |       |       |
| Pagny-sur-Moselle         | 3 953                | René Bianchin       |       | DVG   |              |       |       |
| Pompey                    | 4 815                | Laurent Trogrlic    |       | DVG   |              |       |       |
| Pont-à-Mousson            | 14 383               | Henry Lemoine       |       | LR    |              |       |       |
| Pulnoy                    | 5 123                | Marc Ogiez          |       | DVD   |              |       |       |
| Réhon                     | 3 811                | Jean-Pierre Weber   |       | SE    |              |       |       |
| Saint-Max                 | 10 100               | Éric Pensalfini     |       | LR    |              |       |       |
| Saint-Nicolas-de-Port     | 7 363                | Luc Binsinger       |       | LR    |              |       |       |
| Saulxures-lès-Nancy       | 4 306                | Bernard Girsch      |       | DVD   |              |       |       |
| Seichamps                 | 5 155                | Henri Chanut        |       | PS    |              |       |       |
| Tomblaine                 | 9 040                | Hervé Féron         |       | DVG   |              |       |       |
| Toul                      | 15 570               | Alde Harmand        |       | PS    |              |       |       |
| Val de Briey              | 7 906                | François Dietsch    |       | SE    |              |       |       |
| Vandœuvre-lès-Nancy       | 29 697               | Patrice Donati      |       | LÉ    |              |       |       |
| Varangéville              | 3 555                | Christopher Varin   |       | LR    |              |       |       |
| Villers-lès-Nancy         | 14 938               | François Werner     |       | LC    |              |       |       |
| Villerupt                 | 10 086               | Pierrick Spizak     |       | PCF   |              |       |       |

### Résultats en nombre de maires
| Partis       | Partis                             | Maires sortants | Maires élus | Évolution |
| ------------ | ---------------------------------- | --------------- | ----------- | --------- |
|              | Divers gauche                      | 10              |             |           |
|              | Parti socialiste                   | 5               |             |           |
|              | Parti communiste français          | 5               |             |           |
|              | Les Écologistes                    | 1               |             |           |
|              | La France insoumise                | 1               |             |           |
| Total gauche | Total gauche                       | 22              |             |           |
|              | Divers droite                      | 7               |             |           |
|              | Les Républicains                   | 6               |             |           |
| Total droite | Total droite                       | 13              |             |           |
|              | Renaissance                        | 2               |             |           |
|              | Mouvement démocrate                | 1               |             |           |
|              | Les Centristes - Le Nouveau Centre | 1               |             |           |
| Total centre | Total centre                       | 4               |             |           |
|              | Sans étiquette                     | 10              |             |           |
| Total        | Total                              | 49              | 49          | -         |

## Résultats dans les communes de plus de 3 000 habitants

### Baccarat
- Maire sortant : Christian Gex (SE)
- 27 sièges à pourvoir au conseil municipal (population légale 2022 : 4 107 habitants)
- 7 sièges à pourvoir au conseil communautaire (CC du Territoire de Lunéville à Baccarat)

| Tête de liste | Tête de liste | Parti(s) | Nuance | Premier tour | Premier tour | Second tour | Second tour | Sièges | Sièges |
| Tête de liste | Tête de liste | Parti(s) | Nuance | Voix         | %            | Voix        | %           | CM     | CC     |
| ------------- | ------------- | -------- | ------ | ------------ | ------------ | ----------- | ----------- | ------ | ------ |

### Blainville-sur-l'Eau
- Maire sortant : Olivier Martet (SE)
- 27 sièges à pourvoir au conseil municipal (population légale 2022 : 3 885 habitants)
- 11 sièges à pourvoir au conseil communautaire (CC Meurthe, Mortagne, Moselle)

| Tête de liste | Tête de liste | Parti(s) | Nuance | Premier tour | Premier tour | Second tour | Second tour | Sièges | Sièges |
| Tête de liste | Tête de liste | Parti(s) | Nuance | Voix         | %            | Voix        | %           | CM     | CC     |
| ------------- | ------------- | -------- | ------ | ------------ | ------------ | ----------- | ----------- | ------ | ------ |

### Blénod-lès-Pont-à-Mousson
- Maire sortant : Bernard Bertelle (PCF)
- 27 sièges à pourvoir au conseil municipal (population légale 2022 : 4 649 habitants)
- 6 sièges à pourvoir au conseil communautaire (CC du Bassin de Pont-à-Mousson)

| Tête de liste | Tête de liste | Parti(s) | Nuance | Premier tour | Premier tour | Second tour | Second tour | Sièges | Sièges |
| Tête de liste | Tête de liste | Parti(s) | Nuance | Voix         | %            | Voix        | %           | CM     | CC     |
| ------------- | ------------- | -------- | ------ | ------------ | ------------ | ----------- | ----------- | ------ | ------ |

### Bouxières-aux-Dames
- Maire sortant : Denis Machado (SE)
- 27 sièges à pourvoir au conseil municipal (population légale 2022 : 4 122 habitants)
- 4 sièges à pourvoir au conseil communautaire (CC du Bassin de Pompey)

| Tête de liste | Tête de liste | Parti(s) | Nuance | Premier tour | Premier tour | Second tour | Second tour | Sièges | Sièges |
| Tête de liste | Tête de liste | Parti(s) | Nuance | Voix         | %            | Voix        | %           | CM     | CC     |
| ------------- | ------------- | -------- | ------ | ------------ | ------------ | ----------- | ----------- | ------ | ------ |

### Champigneulles
- Maire sortant : Valentin Dethou (LR)
- 29 sièges à pourvoir au conseil municipal (population légale 2022 : 6 588 habitants)
- 7 sièges à pourvoir au conseil communautaire (CC du Bassin de Pompey)

| Tête de liste | Tête de liste | Parti(s) | Nuance | Premier tour | Premier tour | Second tour | Second tour | Sièges | Sièges |
| Tête de liste | Tête de liste | Parti(s) | Nuance | Voix         | %            | Voix        | %           | CM     | CC     |
| ------------- | ------------- | -------- | ------ | ------------ | ------------ | ----------- | ----------- | ------ | ------ |

### Custines
- Maire sortant : Pierre Julien (SE)
- 23 sièges à pourvoir au conseil municipal (population légale 2022 : 3 095 habitants)
- 3 sièges à pourvoir au conseil communautaire (CC du Bassin de Pompey)

| Tête de liste | Tête de liste | Parti(s) | Nuance | Premier tour | Premier tour | Second tour | Second tour | Sièges | Sièges |
| Tête de liste | Tête de liste | Parti(s) | Nuance | Voix         | %            | Voix        | %           | CM     | CC     |
| ------------- | ------------- | -------- | ------ | ------------ | ------------ | ----------- | ----------- | ------ | ------ |

### Damelevières
- Maire sortant : Christophe Sonrel (PCF)
- 23 sièges à pourvoir au conseil municipal (population légale 2022 : 3 094 habitants)
- 8 sièges à pourvoir au conseil communautaire (CC Meurthe, Mortagne, Moselle)

| Tête de liste | Tête de liste | Parti(s) | Nuance | Premier tour | Premier tour | Second tour | Second tour | Sièges | Sièges |
| Tête de liste | Tête de liste | Parti(s) | Nuance | Voix         | %            | Voix        | %           | CM     | CC     |
| ------------- | ------------- | -------- | ------ | ------------ | ------------ | ----------- | ----------- | ------ | ------ |

### Dieulouard
- Maire sortant : Henri Poirson (DVD)
- 27 sièges à pourvoir au conseil municipal (population légale 2022 : 4 603 habitants)
- 6 sièges à pourvoir au conseil communautaire (CC du Bassin de Pony-à-Mousson)

| Tête de liste | Tête de liste | Parti(s) | Nuance | Premier tour | Premier tour | Second tour | Second tour | Sièges | Sièges |
| Tête de liste | Tête de liste | Parti(s) | Nuance | Voix         | %            | Voix        | %           | CM     | CC     |
| ------------- | ------------- | -------- | ------ | ------------ | ------------ | ----------- | ----------- | ------ | ------ |

### Dombasle-sur-Meurthe
- Maire sortant : David Fischer (SE)
- 29 sièges à pourvoir au conseil municipal (population légale 2022 : 9 528 habitants)
- 13 sièges à pourvoir au conseil communautaire (CC des Pays du Sel et du Vermois)

| Tête de liste            | Tête de liste      | Parti(s) | Nuance | Premier tour | Premier tour | Second tour | Second tour | Sièges | Sièges |
| Tête de liste            | Tête de liste      | Parti(s) | Nuance | Voix         | %            | Voix        | %           | CM     | CC     |
| ------------------------ | ------------------ | -------- | ------ | ------------ | ------------ | ----------- | ----------- | ------ | ------ |
|                          | Nicolas Di-Sciullo | SE       |        |              |              |             |             |        |        |
|                          |                    |          |        |              |              |             |             |        |        |
| Exprimés                 |                    |          |        |              |              |             |             |        |        |
| Votes blancs             |                    |          |        |              |              |             |             |        |        |
| Votes nuls               |                    |          |        |              |              |             |             |        |        |
| Total                    | Total              | Total    | Total  |              | 100          |             | 100         | 29     | 13     |
| Absentions               |                    |          |        |              |              |             |             |        |        |
| Inscrits / participation |                    |          |        |              |              |             |             |        |        |

### Écrouves
- Maire sortant : Roger Sillaire (DVG)
- 27 sièges à pourvoir au conseil municipal (population légale 2022 : 4 457 habitants)
- 6 sièges à pourvoir au conseil communautaire (CC Terres Touloise)

| Tête de liste | Tête de liste | Parti(s) | Nuance | Premier tour | Premier tour | Second tour | Second tour | Sièges | Sièges |
| Tête de liste | Tête de liste | Parti(s) | Nuance | Voix         | %            | Voix        | %           | CM     | CC     |
| ------------- | ------------- | -------- | ------ | ------------ | ------------ | ----------- | ----------- | ------ | ------ |

### Essey-lès-Nancy
- Maire sortant : Michel Breuille (DVG), ne se représente pas[3].
- 29 sièges à pourvoir au conseil municipal (population légale 2022 : 8 733 habitants)
- 2 sièges à pourvoir au conseil communautaire (Métropole du Grand Nancy)

| Tête de liste            | Tête de liste   | Parti(s) | Nuance | Premier tour | Premier tour | Second tour | Second tour | Sièges | Sièges |
| Tête de liste            | Tête de liste   | Parti(s) | Nuance | Voix         | %            | Voix        | %           | CM     | CC     |
| ------------------------ | --------------- | -------- | ------ | ------------ | ------------ | ----------- | ----------- | ------ | ------ |
|                          | Pascal Laurent, | DVG      |        |              |              |             |             |        |        |
|                          |                 |          |        |              |              |             |             |        |        |
| Exprimés                 |                 |          |        |              |              |             |             |        |        |
| Votes blancs             |                 |          |        |              |              |             |             |        |        |
| Votes nuls               |                 |          |        |              |              |             |             |        |        |
| Total                    | Total           | Total    | Total  |              | 100          |             | 100         | 29     | 2      |
| Absentions               |                 |          |        |              |              |             |             |        |        |
| Inscrits / participation |                 |          |        |              |              |             |             |        |        |

### Frouard
- Maire sortant : Pascal Bartosik (PS)
- 29 sièges à pourvoir au conseil municipal (population légale 2022 : 6 480 habitants)
- 7 sièges à pourvoir au conseil communautaire (CC du Bassin de Pompey)

| Tête de liste | Tête de liste | Parti(s) | Nuance | Premier tour | Premier tour | Second tour | Second tour | Sièges | Sièges |
| Tête de liste | Tête de liste | Parti(s) | Nuance | Voix         | %            | Voix        | %           | CM     | CC     |
| ------------- | ------------- | -------- | ------ | ------------ | ------------ | ----------- | ----------- | ------ | ------ |

### Haucourt-Moulaine
- Maire sortant : Alain Lombardi (SE)
- 23 sièges à pourvoir au conseil municipal (population légale 2022 : 3 483 habitants)
- 3 sièges à pourvoir au conseil communautaire (Grand Longwy Agglomération)

| Tête de liste | Tête de liste | Parti(s) | Nuance | Premier tour | Premier tour | Second tour | Second tour | Sièges | Sièges |
| Tête de liste | Tête de liste | Parti(s) | Nuance | Voix         | %            | Voix        | %           | CM     | CC     |
| ------------- | ------------- | -------- | ------ | ------------ | ------------ | ----------- | ----------- | ------ | ------ |

### Heillecourt
- Maire sortant : Didier Sartelet (DVD)
- 29 sièges à pourvoir au conseil municipal (population légale 2022 : 5 396 habitants)
- 1 siège à pourvoir au conseil communautaire (Métropole du Grand Nancy)

| Tête de liste | Tête de liste | Parti(s) | Nuance | Premier tour | Premier tour | Second tour | Second tour | Sièges | Sièges |
| Tête de liste | Tête de liste | Parti(s) | Nuance | Voix         | %            | Voix        | %           | CM     | CC     |
| ------------- | ------------- | -------- | ------ | ------------ | ------------ | ----------- | ----------- | ------ | ------ |

### Herserange
- Maire sortant : Gérard Didelot (DVD)
- 27 sièges à pourvoir au conseil municipal (population légale 2022 : 4 176 habitants)
- 4 sièges à pourvoir au conseil communautaire (Grand Longwy Agglomération)

| Tête de liste | Tête de liste | Parti(s) | Nuance | Premier tour | Premier tour | Second tour | Second tour | Sièges | Sièges |
| Tête de liste | Tête de liste | Parti(s) | Nuance | Voix         | %            | Voix        | %           | CM     | CC     |
| ------------- | ------------- | -------- | ------ | ------------ | ------------ | ----------- | ----------- | ------ | ------ |

### Homécourt
- Maire sortant : Jean Toniolo (DVG)
- 29 sièges à pourvoir au conseil municipal (population légale 2022 : 6 250 habitants)
- 7 sièges à pourvoir au conseil communautaire (CC Orne Lorraine Confluences)

| Tête de liste | Tête de liste | Parti(s) | Nuance | Premier tour | Premier tour | Second tour | Second tour | Sièges | Sièges |
| Tête de liste | Tête de liste | Parti(s) | Nuance | Voix         | %            | Voix        | %           | CM     | CC     |
| ------------- | ------------- | -------- | ------ | ------------ | ------------ | ----------- | ----------- | ------ | ------ |

### Hussigny-Godbrange
- Maire sortant : Laurent Caramelle (DVG)
- 27 sièges à pourvoir au conseil municipal (population légale 2022 : 3 921 habitants)
- 3 sièges à pourvoir au conseil communautaire (Grand Longwy Agglomération)

| Tête de liste | Tête de liste | Parti(s) | Nuance | Premier tour | Premier tour | Second tour | Second tour | Sièges | Sièges |
| Tête de liste | Tête de liste | Parti(s) | Nuance | Voix         | %            | Voix        | %           | CM     | CC     |
| ------------- | ------------- | -------- | ------ | ------------ | ------------ | ----------- | ----------- | ------ | ------ |

### Jarny
- Maire sortant : Olivier Tritz (PCF)
- 29 sièges à pourvoir au conseil municipal (population légale 2022 : 8 090 habitants)
- 9 sièges à pourvoir au conseil communautaire (CC Orne Lorraine Confluences)

| Tête de liste | Tête de liste | Parti(s) | Nuance | Premier tour | Premier tour | Second tour | Second tour | Sièges | Sièges |
| Tête de liste | Tête de liste | Parti(s) | Nuance | Voix         | %            | Voix        | %           | CM     | CC     |
| ------------- | ------------- | -------- | ------ | ------------ | ------------ | ----------- | ----------- | ------ | ------ |

### Jarville-la-Malgrange
- Maire sortant : Vincent Matheron (RE)
- 29 sièges à pourvoir au conseil municipal (population légale 2022 : 9 362 habitants)
- 2 sièges à pourvoir au conseil communautaire (Métropole du Grand Nancy)

| Tête de liste            | Tête de liste     | Parti(s) | Nuance | Premier tour | Premier tour | Second tour | Second tour | Sièges | Sièges |
| Tête de liste            | Tête de liste     | Parti(s) | Nuance | Voix         | %            | Voix        | %           | CM     | CC     |
| ------------------------ | ----------------- | -------- | ------ | ------------ | ------------ | ----------- | ----------- | ------ | ------ |
|                          | Vincent Matheron, | RE       |        |              |              |             |             |        |        |
|                          |                   |          |        |              |              |             |             |        |        |
| Exprimés                 |                   |          |        |              |              |             |             |        |        |
| Votes blancs             |                   |          |        |              |              |             |             |        |        |
| Votes nuls               |                   |          |        |              |              |             |             |        |        |
| Total                    | Total             | Total    | Total  |              | 100          |             | 100         | 29     | 2      |
| Absentions               |                   |          |        |              |              |             |             |        |        |
| Inscrits / participation |                   |          |        |              |              |             |             |        |        |

### Jœuf
- Maire sortant : André Corzani (LFI)
- 29 sièges à pourvoir au conseil municipal (population légale 2022 : 6 509 habitants)
- 7 sièges à pourvoir au conseil communautaire (CC Orne Lorraine Confluences)

| Tête de liste | Tête de liste | Parti(s) | Nuance | Premier tour | Premier tour | Second tour | Second tour | Sièges | Sièges |
| Tête de liste | Tête de liste | Parti(s) | Nuance | Voix         | %            | Voix        | %           | CM     | CC     |
| ------------- | ------------- | -------- | ------ | ------------ | ------------ | ----------- | ----------- | ------ | ------ |

### Laneuveville-devant-Nancy
- Maire sortant : Éric Da Cunha (SE)
- 29 sièges à pourvoir au conseil municipal (population légale 2022 : 6 595 habitants)
- 2 sièges à pourvoir au conseil communautaire (Métropole du Grand Nancy)

| Tête de liste | Tête de liste | Parti(s) | Nuance | Premier tour | Premier tour | Second tour | Second tour | Sièges | Sièges |
| Tête de liste | Tête de liste | Parti(s) | Nuance | Voix         | %            | Voix        | %           | CM     | CC     |
| ------------- | ------------- | -------- | ------ | ------------ | ------------ | ----------- | ----------- | ------ | ------ |

### Laxou
- Maire sortant : Laurent Garcia (MoDem)
- 33 sièges à pourvoir au conseil municipal (population légale 2022 : 15 126 habitants)
- 4 sièges à pourvoir au conseil communautaire (Métropole du Grand Nancy)

| Tête de liste            | Tête de liste   | Parti(s) | Nuance | Premier tour | Premier tour | Second tour | Second tour | Sièges | Sièges |
| Tête de liste            | Tête de liste   | Parti(s) | Nuance | Voix         | %            | Voix        | %           | CM     | CC     |
| ------------------------ | --------------- | -------- | ------ | ------------ | ------------ | ----------- | ----------- | ------ | ------ |
|                          | Laurent Garcia, | MoDem    |        |              |              |             |             |        |        |
|                          |                 |          |        |              |              |             |             |        |        |
| Exprimés                 |                 |          |        |              |              |             |             |        |        |
| Votes blancs             |                 |          |        |              |              |             |             |        |        |
| Votes nuls               |                 |          |        |              |              |             |             |        |        |
| Total                    | Total           | Total    | Total  |              | 100          |             | 100         | 33     | 4      |
| Absentions               |                 |          |        |              |              |             |             |        |        |
| Inscrits / participation |                 |          |        |              |              |             |             |        |        |

### Lexy
- Maire sortant : Gérard Allieri (DVD)
- 27 sièges à pourvoir au conseil municipal (population légale 2022 : 3 902 habitants)
- 3 sièges à pourvoir au conseil communautaire (Grand Longwy Agglomération)

| Tête de liste | Tête de liste | Parti(s) | Nuance | Premier tour | Premier tour | Second tour | Second tour | Sièges | Sièges |
| Tête de liste | Tête de liste | Parti(s) | Nuance | Voix         | %            | Voix        | %           | CM     | CC     |
| ------------- | ------------- | -------- | ------ | ------------ | ------------ | ----------- | ----------- | ------ | ------ |

### Liverdun
- Maire sortant : Sébastien Dosé (DVG)
- 29 sièges à pourvoir au conseil municipal (population légale 2022 : 5 656 habitants)
- 6 sièges à pourvoir au conseil communautaire (CC du Bassin de Pompay)

| Tête de liste | Tête de liste | Parti(s) | Nuance | Premier tour | Premier tour | Second tour | Second tour | Sièges | Sièges |
| Tête de liste | Tête de liste | Parti(s) | Nuance | Voix         | %            | Voix        | %           | CM     | CC     |
| ------------- | ------------- | -------- | ------ | ------------ | ------------ | ----------- | ----------- | ------ | ------ |

### Longuyon
- Maire sortant : Jean-Pierre Jacque (SE)
- 29 sièges à pourvoir au conseil municipal (population légale 2022 : 5 141 habitants)
- 16 sièges à pourvoir au conseil communautaire (CC Terre Lorraine du Longuyonnais)

| Tête de liste | Tête de liste | Parti(s) | Nuance | Premier tour | Premier tour | Second tour | Second tour | Sièges | Sièges |
| Tête de liste | Tête de liste | Parti(s) | Nuance | Voix         | %            | Voix        | %           | CM     | CC     |
| ------------- | ------------- | -------- | ------ | ------------ | ------------ | ----------- | ----------- | ------ | ------ |

### Longwy
- Maire sortant : Vincent Hamen (DVG)
- 33 sièges à pourvoir au conseil municipal (population légale 2022 : 15 492 habitants)
- 12 sièges à pourvoir au conseil communautaire (Grand Longwy Agglomération)

| Tête de liste            | Tête de liste   | Parti(s) | Nuance | Premier tour | Premier tour | Second tour | Second tour | Sièges | Sièges |
| Tête de liste            | Tête de liste   | Parti(s) | Nuance | Voix         | %            | Voix        | %           | CM     | CC     |
| ------------------------ | --------------- | -------- | ------ | ------------ | ------------ | ----------- | ----------- | ------ | ------ |
|                          | Thierry Alcaraz | SE       |        |              |              |             |             |        |        |
|                          | Saïd Akmouche   | SE       |        |              |              |             |             |        |        |
|                          |                 |          |        |              |              |             |             |        |        |
| Exprimés                 |                 |          |        |              |              |             |             |        |        |
| Votes blancs             |                 |          |        |              |              |             |             |        |        |
| Votes nuls               |                 |          |        |              |              |             |             |        |        |
| Total                    | Total           | Total    | Total  |              | 100          |             | 100         | 33     | 12     |
| Absentions               |                 |          |        |              |              |             |             |        |        |
| Inscrits / participation |                 |          |        |              |              |             |             |        |        |

### Ludres
- Maire sortant : Pierre Boileau (DVD)
- 29 sièges à pourvoir au conseil municipal (population légale 2022 : 5 899 habitants)
- 2 sièges à pourvoir au conseil communautaire (Métropole du Grand Nancy)

| Tête de liste | Tête de liste | Parti(s) | Nuance | Premier tour | Premier tour | Second tour | Second tour | Sièges | Sièges |
| Tête de liste | Tête de liste | Parti(s) | Nuance | Voix         | %            | Voix        | %           | CM     | CC     |
| ------------- | ------------- | -------- | ------ | ------------ | ------------ | ----------- | ----------- | ------ | ------ |

### Lunéville
- Maire sortante : Catherine Paillard (DVD)
- 33 sièges à pourvoir au conseil municipal (population légale 2022 : 17 920 habitants)
- 29 sièges à pourvoir au conseil communautaire (CC du Territoire de Lunéville à Baccarat)

| Tête de liste            | Tête de liste       | Parti(s) | Nuance | Premier tour | Premier tour | Second tour | Second tour | Sièges | Sièges |
| Tête de liste            | Tête de liste       | Parti(s) | Nuance | Voix         | %            | Voix        | %           | CM     | CC     |
| ------------------------ | ------------------- | -------- | ------ | ------------ | ------------ | ----------- | ----------- | ------ | ------ |
|                          | Catherine Paillard, | DVD      |        |              |              |             |             |        |        |
|                          |                     |          |        |              |              |             |             |        |        |
| Exprimés                 |                     |          |        |              |              |             |             |        |        |
| Votes blancs             |                     |          |        |              |              |             |             |        |        |
| Votes nuls               |                     |          |        |              |              |             |             |        |        |
| Total                    | Total               | Total    | Total  |              | 100          |             | 100         | 33     | 29     |
| Absentions               |                     |          |        |              |              |             |             |        |        |
| Inscrits / participation |                     |          |        |              |              |             |             |        |        |

### Malzéville
- Maire sortant : Bertrand Kling (DVG)
- 29 sièges à pourvoir au conseil municipal (population légale 2022 : 7 818 habitants)
- 2 sièges à pourvoir au conseil communautaire (Métropole du Grand Nancy)

| Tête de liste | Tête de liste | Parti(s) | Nuance | Premier tour | Premier tour | Second tour | Second tour | Sièges | Sièges |
| Tête de liste | Tête de liste | Parti(s) | Nuance | Voix         | %            | Voix        | %           | CM     | CC     |
| ------------- | ------------- | -------- | ------ | ------------ | ------------ | ----------- | ----------- | ------ | ------ |

### Maxéville
- Maire sortant : Christophe Choserot (RE)
- 33 sièges à pourvoir au conseil municipal (population légale 2022 : 10 014 habitants)
- 3 sièges à pourvoir au conseil communautaire (Métropole du Grand Nancy)

| Tête de liste            | Tête de liste        | Parti(s) | Nuance | Premier tour | Premier tour | Second tour | Second tour | Sièges | Sièges |
| Tête de liste            | Tête de liste        | Parti(s) | Nuance | Voix         | %            | Voix        | %           | CM     | CC     |
| ------------------------ | -------------------- | -------- | ------ | ------------ | ------------ | ----------- | ----------- | ------ | ------ |
|                          | Christophe Choserot, | RE       |        |              |              |             |             |        |        |
|                          |                      |          |        |              |              |             |             |        |        |
| Exprimés                 |                      |          |        |              |              |             |             |        |        |
| Votes blancs             |                      |          |        |              |              |             |             |        |        |
| Votes nuls               |                      |          |        |              |              |             |             |        |        |
| Total                    | Total                | Total    | Total  |              | 100          |             | 100         | 33     | 3      |
| Absentions               |                      |          |        |              |              |             |             |        |        |
| Inscrits / participation |                      |          |        |              |              |             |             |        |        |

### Mont-Saint-Martin
- Maire sortant : Serge De Carli (PCF)
- 29 sièges à pourvoir au conseil municipal (population légale 2022 : 9 282 habitants)
- 7 sièges à pourvoir au conseil communautaire (Grand Longwy Agglomération)

| Tête de liste | Tête de liste | Parti(s) | Nuance | Premier tour | Premier tour | Second tour | Second tour | Sièges | Sièges |
| Tête de liste | Tête de liste | Parti(s) | Nuance | Voix         | %            | Voix        | %           | CM     | CC     |
| ------------- | ------------- | -------- | ------ | ------------ | ------------ | ----------- | ----------- | ------ | ------ |

### Nancy
- Maire sortant : Mathieu Klein (PS)
- 55 sièges à pourvoir au conseil municipal (population légale 2022 : 104 387 habitants)
- 33 sièges à pourvoir au conseil communautaire (Métropole du Grand Nancy)

| Tête de liste            | Tête de liste      | Parti(s) | Nuance | Premier tour | Premier tour | Second tour | Second tour | Sièges | Sièges |
| Tête de liste            | Tête de liste      | Parti(s) | Nuance | Voix         | %            | Voix        | %           | CM     | CC     |
| ------------------------ | ------------------ | -------- | ------ | ------------ | ------------ | ----------- | ----------- | ------ | ------ |
|                          | Emmanuel Lacresse, | RE       |        |              |              |             |             |        |        |
|                          |                    |          |        |              |              |             |             |        |        |
| Exprimés                 |                    |          |        |              |              |             |             |        |        |
| Votes blancs             |                    |          |        |              |              |             |             |        |        |
| Votes nuls               |                    |          |        |              |              |             |             |        |        |
| Total                    | Total              | Total    | Total  |              | 100          |             | 100         | 55     | 33     |
| Absentions               |                    |          |        |              |              |             |             |        |        |
| Inscrits / participation |                    |          |        |              |              |             |             |        |        |

### Neuves-Maisons
- Maire sortant : Pascal Schneider (PS)
- 29 sièges à pourvoir au conseil municipal (population légale 2022 : 6 572 habitants)
- 9 sièges à pourvoir au conseil communautaire (CC Moselle et madon)

| Tête de liste | Tête de liste | Parti(s) | Nuance | Premier tour | Premier tour | Second tour | Second tour | Sièges | Sièges |
| Tête de liste | Tête de liste | Parti(s) | Nuance | Voix         | %            | Voix        | %           | CM     | CC     |
| ------------- | ------------- | -------- | ------ | ------------ | ------------ | ----------- | ----------- | ------ | ------ |

### Pagny-sur-Moselle
- Maire sortant : René Bianchin (DVG)
- 27 sièges à pourvoir au conseil municipal (population légale 2022 : 3 953 habitants)
- 5 sièges à pourvoir au conseil communautaire (CC du Bassin de Pont-à-Mousson)

| Tête de liste | Tête de liste | Parti(s) | Nuance | Premier tour | Premier tour | Second tour | Second tour | Sièges | Sièges |
| Tête de liste | Tête de liste | Parti(s) | Nuance | Voix         | %            | Voix        | %           | CM     | CC     |
| ------------- | ------------- | -------- | ------ | ------------ | ------------ | ----------- | ----------- | ------ | ------ |

### Pompey
- Maire sortant : Laurent Trogrlic (DVG)
- 27 sièges à pourvoir au conseil municipal (population légale 2022 : 4 815 habitants)
- 5 sièges à pourvoir au conseil communautaire (CC du Bassin de Pompey)

| Tête de liste | Tête de liste | Parti(s) | Nuance | Premier tour | Premier tour | Second tour | Second tour | Sièges | Sièges |
| Tête de liste | Tête de liste | Parti(s) | Nuance | Voix         | %            | Voix        | %           | CM     | CC     |
| ------------- | ------------- | -------- | ------ | ------------ | ------------ | ----------- | ----------- | ------ | ------ |

### Pont-à-Mousson
- Maire sortant : Henry Lemoine (LR)
- 33 sièges à pourvoir au conseil municipal (population légale 2022 : 14 383 habitants)
- 19 sièges à pourvoir au conseil communautaire (CC du Bassin de Pont-à-Mousson)

| Tête de liste            | Tête de liste           | Parti(s) | Nuance | Premier tour | Premier tour | Second tour | Second tour | Sièges | Sièges |
| Tête de liste            | Tête de liste           | Parti(s) | Nuance | Voix         | %            | Voix        | %           | CM     | CC     |
| ------------------------ | ----------------------- | -------- | ------ | ------------ | ------------ | ----------- | ----------- | ------ | ------ |
|                          | Jennifer Bohrer Barreau | PS-LÉ    |        |              |              |             |             |        |        |
|                          | À determiner            | SE       |        |              |              |             |             |        |        |
|                          |                         |          |        |              |              |             |             |        |        |
| Exprimés                 |                         |          |        |              |              |             |             |        |        |
| Votes blancs             |                         |          |        |              |              |             |             |        |        |
| Votes nuls               |                         |          |        |              |              |             |             |        |        |
| Total                    | Total                   | Total    | Total  |              | 100          |             | 100         | 33     | 19     |
| Absentions               |                         |          |        |              |              |             |             |        |        |
| Inscrits / participation |                         |          |        |              |              |             |             |        |        |

### Pulnoy
- Maire sortant : Marc Ogiez (DVD)
- 29 sièges à pourvoir au conseil municipal (population légale 2022 : 5 123 habitants)
- 1 siège à pourvoir au conseil communautaire (Métropole du Grand Nancy)

| Tête de liste | Tête de liste | Parti(s) | Nuance | Premier tour | Premier tour | Second tour | Second tour | Sièges | Sièges |
| Tête de liste | Tête de liste | Parti(s) | Nuance | Voix         | %            | Voix        | %           | CM     | CC     |
| ------------- | ------------- | -------- | ------ | ------------ | ------------ | ----------- | ----------- | ------ | ------ |

### Réhon
- Maire sortant : Jean-Pierre Weber (SE)
- 27 sièges à pourvoir au conseil municipal (population légale 2022 : 3 811 habitants)
- 3 sièges à pourvoir au conseil communautaire (Grand Longwy Agglomération)

| Tête de liste | Tête de liste | Parti(s) | Nuance | Premier tour | Premier tour | Second tour | Second tour | Sièges | Sièges |
| Tête de liste | Tête de liste | Parti(s) | Nuance | Voix         | %            | Voix        | %           | CM     | CC     |
| ------------- | ------------- | -------- | ------ | ------------ | ------------ | ----------- | ----------- | ------ | ------ |

### Saint-Max
- Maire sortant : Éric Pensalfini (LR)
- 33 sièges à pourvoir au conseil municipal (population légale 2022 : 10 100 habitants)
- 3 sièges à pourvoir au conseil communautaire (Métropole du Grand Nancy)

| Tête de liste | Tête de liste | Parti(s) | Nuance | Premier tour | Premier tour | Second tour | Second tour | Sièges | Sièges |
| Tête de liste | Tête de liste | Parti(s) | Nuance | Voix         | %            | Voix        | %           | CM     | CC     |
| ------------- | ------------- | -------- | ------ | ------------ | ------------ | ----------- | ----------- | ------ | ------ |

### Saint-Nicolas-de-Port
- Maire sortant : Luc Binsinger (LR)
- 29 sièges à pourvoir au conseil municipal (population légale 2022 : 7 363 habitants)
- 10 sièges à pourvoir au conseil communautaire (CC des Pays du Sel et du Vermois)

| Tête de liste | Tête de liste | Parti(s) | Nuance | Premier tour | Premier tour | Second tour | Second tour | Sièges | Sièges |
| Tête de liste | Tête de liste | Parti(s) | Nuance | Voix         | %            | Voix        | %           | CM     | CC     |
| ------------- | ------------- | -------- | ------ | ------------ | ------------ | ----------- | ----------- | ------ | ------ |

### Saulxures-lès-Nancy
- Maire sortant : Bernard Girsch (DVD)
- 27 sièges à pourvoir au conseil municipal (population légale 2022 : 4 306 habitants)
- 1 siège à pourvoir au conseil communautaire (Métropole du Grand Nancy)

| Tête de liste | Tête de liste | Parti(s) | Nuance | Premier tour | Premier tour | Second tour | Second tour | Sièges | Sièges |
| Tête de liste | Tête de liste | Parti(s) | Nuance | Voix         | %            | Voix        | %           | CM     | CC     |
| ------------- | ------------- | -------- | ------ | ------------ | ------------ | ----------- | ----------- | ------ | ------ |

### Seichamps
- Maire sortant : Henri Chanut (PS)
- 29 sièges à pourvoir au conseil municipal (population légale 2022 : 5 155 habitants)
- 1 siège à pourvoir au conseil communautaire (Métropole du Grand Nancy)

| Tête de liste | Tête de liste | Parti(s) | Nuance | Premier tour | Premier tour | Second tour | Second tour | Sièges | Sièges |
| Tête de liste | Tête de liste | Parti(s) | Nuance | Voix         | %            | Voix        | %           | CM     | CC     |
| ------------- | ------------- | -------- | ------ | ------------ | ------------ | ----------- | ----------- | ------ | ------ |

### Tomblaine
- Maire sortant : Hervé Féron (DVG)
- 29 sièges à pourvoir au conseil municipal (population légale 2022 : 9 040 habitants)
- 2 sièges à pourvoir au conseil communautaire (Métropole du Grand Nancy)

| Tête de liste            | Tête de liste | Parti(s) | Nuance | Premier tour | Premier tour | Second tour | Second tour | Sièges | Sièges |
| Tête de liste            | Tête de liste | Parti(s) | Nuance | Voix         | %            | Voix        | %           | CM     | CC     |
| ------------------------ | ------------- | -------- | ------ | ------------ | ------------ | ----------- | ----------- | ------ | ------ |
|                          | Hervé Féron,  | DVG      |        |              |              |             |             |        |        |
|                          |               |          |        |              |              |             |             |        |        |
| Exprimés                 |               |          |        |              |              |             |             |        |        |
| Votes blancs             |               |          |        |              |              |             |             |        |        |
| Votes nuls               |               |          |        |              |              |             |             |        |        |
| Total                    | Total         | Total    | Total  |              | 100          |             | 100         | 29     | 2      |
| Absentions               |               |          |        |              |              |             |             |        |        |
| Inscrits / participation |               |          |        |              |              |             |             |        |        |

### Toul
- Maire sortant : Alde Harmand (PS)
- 33 sièges à pourvoir au conseil municipal (population légale 2022 : 15 570 habitants)
- 23 sièges à pourvoir au conseil communautaire (CC Terres Touloise)

| Tête de liste | Tête de liste | Parti(s) | Nuance | Premier tour | Premier tour | Second tour | Second tour | Sièges | Sièges |
| Tête de liste | Tête de liste | Parti(s) | Nuance | Voix         | %            | Voix        | %           | CM     | CC     |
| ------------- | ------------- | -------- | ------ | ------------ | ------------ | ----------- | ----------- | ------ | ------ |

### Val de Briey
- Maire sortant : François Dietsch (SE), ne se représente pas[12].
- 33 sièges à pourvoir au conseil municipal (population légale 2022 : 7 906 habitants)
- 10 sièges à pourvoir au conseil communautaire (CC Orne Lorraine Confluences)

| Tête de liste | Tête de liste | Parti(s) | Nuance | Premier tour | Premier tour | Second tour | Second tour | Sièges | Sièges |
| Tête de liste | Tête de liste | Parti(s) | Nuance | Voix         | %            | Voix        | %           | CM     | CC     |
| ------------- | ------------- | -------- | ------ | ------------ | ------------ | ----------- | ----------- | ------ | ------ |

### Vandœuvre-lès-Nancy
- Maire sortant : Patrice Donati (LÉ)
- 35 sièges à pourvoir au conseil municipal (population légale 2022 : 29 697 habitants)
- 9 sièges à pourvoir au conseil communautaire (Métropole du Grand Nancy)

| Tête de liste | Tête de liste | Parti(s) | Nuance | Premier tour | Premier tour | Second tour | Second tour | Sièges | Sièges |
| Tête de liste | Tête de liste | Parti(s) | Nuance | Voix         | %            | Voix        | %           | CM     | CC     |
| ------------- | ------------- | -------- | ------ | ------------ | ------------ | ----------- | ----------- | ------ | ------ |

### Varangéville
- Maire sortant : Christopher Varin (LR)
- 27 sièges à pourvoir au conseil municipal (population légale 2022 : 3 555 habitants)
- 5 sièges à pourvoir au conseil communautaire (CC des Pays du Sel et du Vermois)

| Tête de liste | Tête de liste | Parti(s) | Nuance | Premier tour | Premier tour | Second tour | Second tour | Sièges | Sièges |
| Tête de liste | Tête de liste | Parti(s) | Nuance | Voix         | %            | Voix        | %           | CM     | CC     |
| ------------- | ------------- | -------- | ------ | ------------ | ------------ | ----------- | ----------- | ------ | ------ |

### Villers-lès-Nancy
- Maire sortant : François Werner (LC-LNC)
- 33 sièges à pourvoir au conseil municipal (population légale 2022 : 14 938 habitants)
- 4 sièges à pourvoir au conseil communautaire (Métropole du Grand Nancy)

| Tête de liste            | Tête de liste    | Parti(s) | Nuance | Premier tour | Premier tour | Second tour | Second tour | Sièges | Sièges |
| Tête de liste            | Tête de liste    | Parti(s) | Nuance | Voix         | %            | Voix        | %           | CM     | CC     |
| ------------------------ | ---------------- | -------- | ------ | ------------ | ------------ | ----------- | ----------- | ------ | ------ |
|                          | François Werner, | LC-LNC   |        |              |              |             |             |        |        |
|                          |                  |          |        |              |              |             |             |        |        |
| Exprimés                 |                  |          |        |              |              |             |             |        |        |
| Votes blancs             |                  |          |        |              |              |             |             |        |        |
| Votes nuls               |                  |          |        |              |              |             |             |        |        |
| Total                    | Total            | Total    | Total  |              | 100          |             | 100         | 33     | 4      |
| Absentions               |                  |          |        |              |              |             |             |        |        |
| Inscrits / participation |                  |          |        |              |              |             |             |        |        |

### Villerupt
- Maire sortant : Pierrick Spizak (PCF)
- 33 sièges à pourvoir au conseil municipal (population légale 2022 : 10 086 habitants)
- 10 sièges à pourvoir au conseil communautaire (CC du Pays Haut Val d'Alzette)

| Tête de liste            | Tête de liste    | Parti(s) | Nuance | Premier tour | Premier tour | Second tour | Second tour | Sièges | Sièges |
| Tête de liste            | Tête de liste    | Parti(s) | Nuance | Voix         | %            | Voix        | %           | CM     | CC     |
| ------------------------ | ---------------- | -------- | ------ | ------------ | ------------ | ----------- | ----------- | ------ | ------ |
|                          | Pierrick Spizak, | PCF      |        |              |              |             |             |        |        |
|                          |                  |          |        |              |              |             |             |        |        |
| Exprimés                 |                  |          |        |              |              |             |             |        |        |
| Votes blancs             |                  |          |        |              |              |             |             |        |        |
| Votes nuls               |                  |          |        |              |              |             |             |        |        |
| Total                    | Total            | Total    | Total  |              | 100          |             | 100         | 33     | 10     |
| Absentions               |                  |          |        |              |              |             |             |        |        |
| Inscrits / participation |                  |          |        |              |              |             |             |        |        |